# Mihai Marinescu
Mihai Marinescu (n. 25 ianuarie 1989, Brașov) este un pilot de curse român.

## Cariera în Motor Sport
| Sezon | Competiție  | Echipa                       | Puncte | Loc clasament general |
| ----- | ----------- | ---------------------------- | ------ | --------------------- |
| 2010  | Formula Two | KG Clean Energy              | 68     | 11                    |
| 2011  | Formula Two | Brașov – România             | 138    | 5                     |
| 2012  | Formula Two | Brașov / Turismul în România | 161    | 5                     |